# 堀口紗奈
堀口 紗奈（ほりぐち さな、1998年3月31日 - ）は、日本の女優、歌手、タレントで、劇団4ドル50セントの劇団員である。大阪府出身。

## 略歴
2017年、秋元康produce劇団オーディションに合格し入団。8月23日、旗揚げ記者発表にて「劇団4ドル50セント」の劇団員としてお披露目された。10月5日、隅田杏花とバラエティユニット「心臓丸」を結成（コンビとしての活動が正式に発表されたのは2018年9月20日）。11月9日、『女芸人No.1決定戦 THE W』（第1回）2回戦敗退（隅田杏花と秋元康プロデュース「劇団4ドル50セント」として出場）。
2018年9月29日、『M-1グランプリ2018』（第14回）1回戦敗退（隅田杏花と心臓丸として出場）。
2019年9月28日、『女芸人No.1決定戦 THE W』（第3回）2回戦敗退（隅田杏花と心臓丸として出場）。

## 出演

### 舞台
- プレ公演『The Making of $4.50 夢を見たけりゃ、目を開けろ。』（2017年11月3日 - 5日、スパイラルホール）[6] - 本人 役
- 旗揚げ本公演『新しき国』（2018年2月8日 - 12日、紀伊國屋ホール）[7] -八百屋 華奈 役
- 週末定期公演Vol.1『夜明けのスプリット』（2018年6月30日 - 8月3日、KeyStudio）[8] - イモコ 役
- 週末定期公演Vol.2『夜明けのスプリット』（2018年8月11日 - 9月14日、KeyStudio）[9] - アマノ 役
- 第2回本公演『ピエロになりたい』（2018年11月22日 - 12月2日、オルタナティブシアター） - ビーン 役[10]
- 劇団さまぁ〜ず 旗揚げ公演 『新説・桃太郎』（2019年3月26日、草月ホール） - 鬼B  役[11]
- スマホドラマ劇場版『あなたがいなくて僕たちは』（2019年7月3日 - 7日、原宿駅前ステージ） - 本人 役[12]
- 舞台『Value Live～突然の無人島生活～』（2019年8月7日 - 12日、バルスタジオ） - 松下千夏 役[13]
- 舞台『快物』（2019年11月1日 - 10日、下北沢「劇」小劇場） - 貝原愛 役[14]
- 舞台『文化祭スクランブル』（2019年12月18日 - 8月23日、池袋シアターグリーンBIG TREE THEATER） - 得井田踏歌 役[15]
- 舞台『岸田さん短編やろうよ』（2020年1月10日 - 18日、下北沢 スターダスト） - 〇チーム「留守」おしまさん 役[16]
- 朗読劇『いつもの帰り道』（2020年3月12日 - 15日、池袋HUMAXシネマズ） - 高校時代の杉浦ヒカリ 役[17]
- 劇団４ドル５０セント×Mrs.fictions コラボ公演『伯爵のおるすばん』（2020年4月15日 - 19日、シアターグリーン BOX in BOX THEATER） - 出演[18]（新型コロナウイルスの影響により公演延期）[19]
- 舞台『渇愛の果て、』（2020年6月6日 - 14日、サンモールスタジオ） - 出演[20]（新型コロナウイルスの影響により公演中止）[21]
- 舞台『IN HER TWENTIES 2020』（2020年9月2日 - 7日、シアター風姿花伝） - 22歳 役[22]
- 舞台『ハンズアップ』（2020年11月18日 - 23日、シアター1010） - 橋本麻由美 役[23]
- 舞台『あの子がいつまでコドモだったのか』（2020年10月10日 - 16日、サンモールスタジオ） - かな 役[24]
- 舞台『透ける躯体』（2021年1月10日 - 17日、下北沢HalfMoonHall） - 友佳 役（新型コロナウイルスの影響により公演中止）[25]振替公演（2021年3月4日 - 12日、下北沢HalfMoonHall）[26]
- 舞台『遠い遠い国のどこかで』（2021年10月13日 - 17日、シアター711） - あき 役[27]
- 劇団papercraft第4回公演『椅子に恋した娘』（2021年10月28日 - 31日、ウエストエンドスタジオ） - すず 役[28]
- 劇団４ドル５０セント オリジナル公演『Take Off!!!!』（2022年3月17日 - 22日（新型コロナウイルスの影響により、3月19日以降の7公演中止[29]）、シアターグリーン BOX in BOX THEATER） - マーガレット野ばら 役[30]
- せんがわ劇場演劇コンクール作品 エリア５１『てつたう』（2022年5月21日16:30、調布市せんがわ劇場） - 出演[31]
- 劇団papercraft第6回公演『Momotaro』（2022年6月9日 - 13日、北千住BUoY） - ゆづき 役[32]
- 舞台『令嬢ジュリー』（2022年12月1日 - 4日、カーサタナ） - クリスティン 役[33]
- TAAC 新作公演『GOOD BOYS』（2023年1月18日 - 24日、新宿シアタートップス） - おねえちゃん 役[34]
- 劇団papercraft第9回公演『人二人』（2023年6月8日 - 11日、横浜赤レンガ倉庫 1 号館 3F ホール） - 親友 役[35]
- 劇団 東京夜光『fragment』（2023年9⽉8⽇ - 18⽇、吉祥寺シアター）- 相澤笑里 役[36]

### テレビ（ドラマ）
- 刑事ゆがみ 第7話（2017年11月23日、フジテレビ系）[37]
- グッド・ドクター 第2話（2018年7月19日、フジテレビ系）[38]
- 白衣の戦士！（2019年4月10日 - 6月19日、日本テレビ系）- はるかの後輩 愛梨 役[39]
- そこにあるBU.KI.MI season 2（2020年3月30日、テレビ埼玉）[40]
- ひかりTV ドラマ「AKB48の歌」『恋するフォーチュンクッキー』（前編：2022年5月21日　後編：2022年5月28日、ひかりTV）- 式場スタッフ 役[41]
- 赤いナースコール（2022年7月11日 - 9月26日、テレビ東京系）- 加藤桜 役[42]
- クールドジ男子 第11話（2023年6月24日、テレビ東京系）[43]
- その結婚、正気ですか?（2023年8月7日 - 9月25日、TOKYO MX1） - 犬山 役[44]
- 女子高生、僧になる。 第6話（2023年10月22日、毎日放送）[45]
- 院内警察 第1話（2023年1月9日、フジテレビ系）[46]
- ブラックガールズトーク 第5話（2024年3月4日、テレビ東京系） - 梨花 役[47]
- 月9 366日 第1話・第2話・第4話・第6話 - 最終話（2024年4月8日・15日・29日・5月13日 - 6月17日、フジテレビ系） - 湊夏美 役[48]

### テレビ（音楽・バラエティ）
- 『NEWS ZERO』（2018年2月2日、日本テレビ系列） - 劇団４ドル５０セントとして出演[49]
- 『2018 FNSうたの夏まつり』（2018年7月25日、フジテレビ系列） - 劇団４ドル５０セントとして出演[50]
- 2018 FNS歌謡祭 第2夜（2018年12月12日、フジテレビ系列） - 劇団４ドル５０セントとして出演[51]
- PLAY LIST（2018年10月23日、TBSテレビ） - 劇団４ドル５０セントとして出演[52]
- 『松之丞カレンの反省だ!』今話題の芸能事務所へ潜入!が失礼連発でまた大反省!（2019年4月27日、テレビ朝日系列） - 出演[53]
- 『勇者の歌声～魂と絆のオーディション～』（2021年11月2日、テレビ東京系列） - 出演[54]
- 『かまいガチ』（2022年5月11日・2023年7月5日、テレビ朝日系列） - 出演[55]
- 『ダウンタウンDX』（2022年12月1日、日本テレビ系） - 出演[56]
- 『ゴッドタン』（2022年12月4日、テレビ東京系列） - 出演[57]
- 『かまいガチ』（2023年2月15日、テレビ朝日系列） - 出演[58]
- 『内村のツボる動画』（2023年3月7日、テレビ東京系） - 出演[59]
- 『フジモンの踊るサウナ！』（2023年5月5日、BSフジ） - 出演[60]

### 映画
- Netflix『ボクたちはみんな大人になれなかった』（2021年11月公開＆配信開始） - 出演[61]
- 映画『僕らはみーんな生きている』（2022年12月16日 - 22日、池袋シネマ・ロサ） - 蘭 役[62]

### イベント

#### 劇団4ドル50セントとして出演
- 『Rakuten GirlsAward 2017 AUTUMN/WINTER』オープニングアクト（2017年9月16日）[63]
- 『LAGUNA MUSIC FES.2018 新春スペシャル』（2018年1月4日）[64]
- 『女芸人No.1決定戦 THE W』(第1回)2017年度（1回戦、2017年10月13日・2回戦、11月9日、キンケロ・シアター） - 隅田杏花と出場[65]
- 『M-1グランプリ』(第14回)2018年度 1回戦（エントリーNo.3355、2018年9月26日、新宿シアターモリエール）[66]
- マイナビ presents 第28回 東京ガールズコレクション 2019 SPRING/SUMMER オープニングアクト（2019年3月30日、横浜アリーナ）[67]
- 劇団4ドル50セント 定期イベントvol.8『たぶん、泣くよ』（2019年11月21日、ユナイテッド・シネマ豊洲 スクリーン3）[68]
- SKY CIRCUSサンシャイン60展望台 SPECIAL COUNTDOWN FES GO！2020（2019年12月31日、SKY CIRCUS サンシャイン60展望台）[69]
- 劇団4ドル50セント 定期イベントvol.13『私の頭の中の引きダシ』（2020年2月27日、ユナイテッド・シネマ豊洲 スクリーン3） - 一人芝居『大人になったら』出演[70]（新型コロナウイルスの影響により開催延期）[71]
- 劇団4ドル50セントオンラインファンイベント2021（2021年2月27日、劇団4ドル50セントの公式SHOWROOMアカウント）[72]
- 劇団4ドル50セント ファンイベント2021夏（2021年8月1日、MsmileBOX渋谷）[73]
- 『HADO 劇団4ドル50セントCUP』（2021年8月23日、YouTubeチャンネル「HADOアイドルウォーズ」）[74]
- 劇団4ドル50セント 年末イベント（2021年12月26日、MsmileBOX渋谷）[75]
- 劇団4ドル50セント『定期イベントPage.3』（2022年10月2日、DESEO mini）[76]
- 劇団４ドル５０セント6周年記念イベント（2023年8月23日、K-Stage O!）[77]
- 25811-11『DADIRRI』（2023年11月12日、池袋LiveHouse mono）[78]
- 劇団4ドル50セント 年末イベント2023（2023年12月9日、GOTANDA G4）[79]

#### その他の出演
- 『本日は晴天なり (お笑い芸人)のオキニライブ』（2018年9月27日、秋葉原ZERO-G）[80]
- 『女芸人No.1決定戦 THE W』(第2回)2018年度（1回戦、2018年9月30日、キンケロ・シアター） - 隅田杏花と「心臓丸」として出場[65]
- 心臓丸のトーク丸#1『劇団4ドル50セントの堀口と隅田のコンビ「心臓丸」と一緒に新年会！』（2019年1月6日、BOND）[81]
- 心臓丸のトーク丸#2『劇団4ドル50セントの堀口と隅田のコンビ「心臓丸」が語らう会』（2019年2月10日、BOND）[82]
- 心臓丸のトーク丸#3『劇団4ドル50セントの堀口と隅田のコンビ「心臓丸」が語らう会』（2019年6月1日、BOND）[83]
- 心臓丸のトーク丸#4『劇団4ドル50セントの堀口と隅田のコンビ「心臓丸」が語らう会』（2019年7月21日、BOND）[84]
- 『女芸人No.1決定戦 THE W』(第3回)2019年度（1回戦、2019年8月27日・2回戦、9月28日、キンケロ・シアター） - 隅田杏花と「心臓丸」として出場[85]
- 心臓丸のトーク丸#5『劇団4ドル50セント|劇団の堀口と隅田のコンビ「心臓丸」が語らう会』（2020年1月12日、BOND）[86]
- 『心臓丸の４周年おめでとう丸』（2021年10月5日、Studio K）[87]
- 『心臓丸の夫婦丸』（2021年11月5日、Studio K）[88]
- 『HADOビーナスウォーズ Sec.2』（2021年11月26日、ARスポーツセンター　HADO ARENA 日比谷店）[89]
- 『心臓丸の師走丸』（2021年12月5日、池袋LiveHouse mono）[90]
- 『心臓丸のあけおめ丸』（2022年1月5日、池袋LiveHouse mono）[91]
- 『心臓丸のオニ丸』（2022年2月5日、Studio K）[92]
- 『心臓丸のさな誕生丸』（2022年3月5日、Studio K）[93]
- 『心臓丸の入学丸〜決起集会〜』（2022年4月5日、Studio K）[94]
- 『心臓丸のこいのぼり丸』（2022年5月5日、池袋LiveHouse mono）[95]
- 『心臓丸のでんでん丸』（2022年6月5日、Studio K）[96]
- 『心臓丸の七夕丸 』（2022年7月5日、Studio K）
- 『心臓丸のきょうか誕生丸 』（2022年8月5日、Studio K）
- 『心臓丸のお月見丸 』（2022年9月5日、Studio K）
- 『心臓丸の5周年おめでとう丸 』（2022年10月5日、Studio K）[97]
- 『心臓丸ファイナルフォーエバー』（2023年3月25日、池袋LiveHouse mono）[98]

### MV
- WHITE JAM『ひとりじめ契約』 - 出演[99]
- モクメノキ『なんとなく愛』 - 出演[100]
- 劇団４ドル５０セント『愛があったら…』 - 出演[101]
- 山川陽彩『愛をください』 - 出演[102]

### 広告
- 『コール オブ デューティ ワールドウォーII』の広告キャラクター（2017年10月31日） - 劇団４ドル５０セントとして[103]
- 『ラグーナイルミネーション2021 - 2022』TVCM - 出演[104]

### 雑誌
- 週刊プレイボーイ 2022年 8/15号[105]

### 配信ドラマ
- 時をかけるバンド（2020年8月19日 - 10月21日、フジテレビオンデマンド / 2020年10月20日 - 12月22日、フジテレビ）[106]
- 失恋不可避（2023年9月30日 - 10月28日、YouTube） - コッペ真奈美 役[107]